# 德克薩斯州公園及野生動物部
德克薩斯州公園及野生動物部（英語：The Texas Parks & Wildlife Department，縮寫TPWD）是負責監管和保護野生動植物及其棲息地的美國德克薩斯州政府機構。除此之外，此機構還負責管理德州的公園和歷史遺址，它的使命是管理和保護德州的自然和文化資源。並提供狩獵、釣魚和戶外娛樂機會，以供現在和未來世代使用和享受。
德克薩斯州公園及野生動物部的總部位於德克薩斯州奧斯汀。